# Museu Xingu
Museu Xingu é um museu privado localizado em São Paulo com uma coleção composta de artefatos indígenas que antes pertenciam ao antropólogo Orlando Villas Bôas. Criado em 2012, o museu reúne objetos realizados com pena, argila, madeira e fibra. O destaque do acervo é uma panela Tsak-Tsak, para cozinhar a vapor.

## Galeria

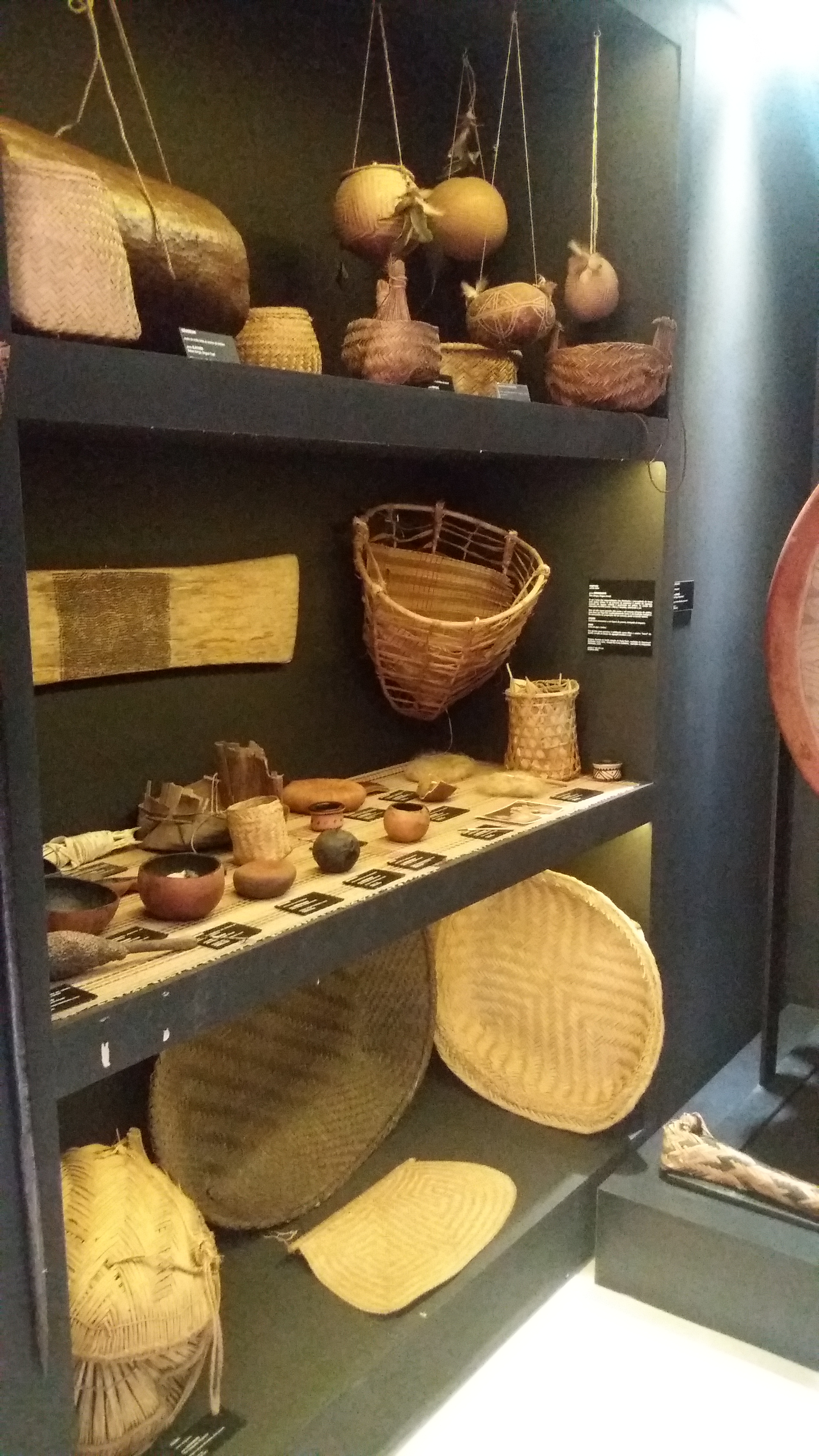
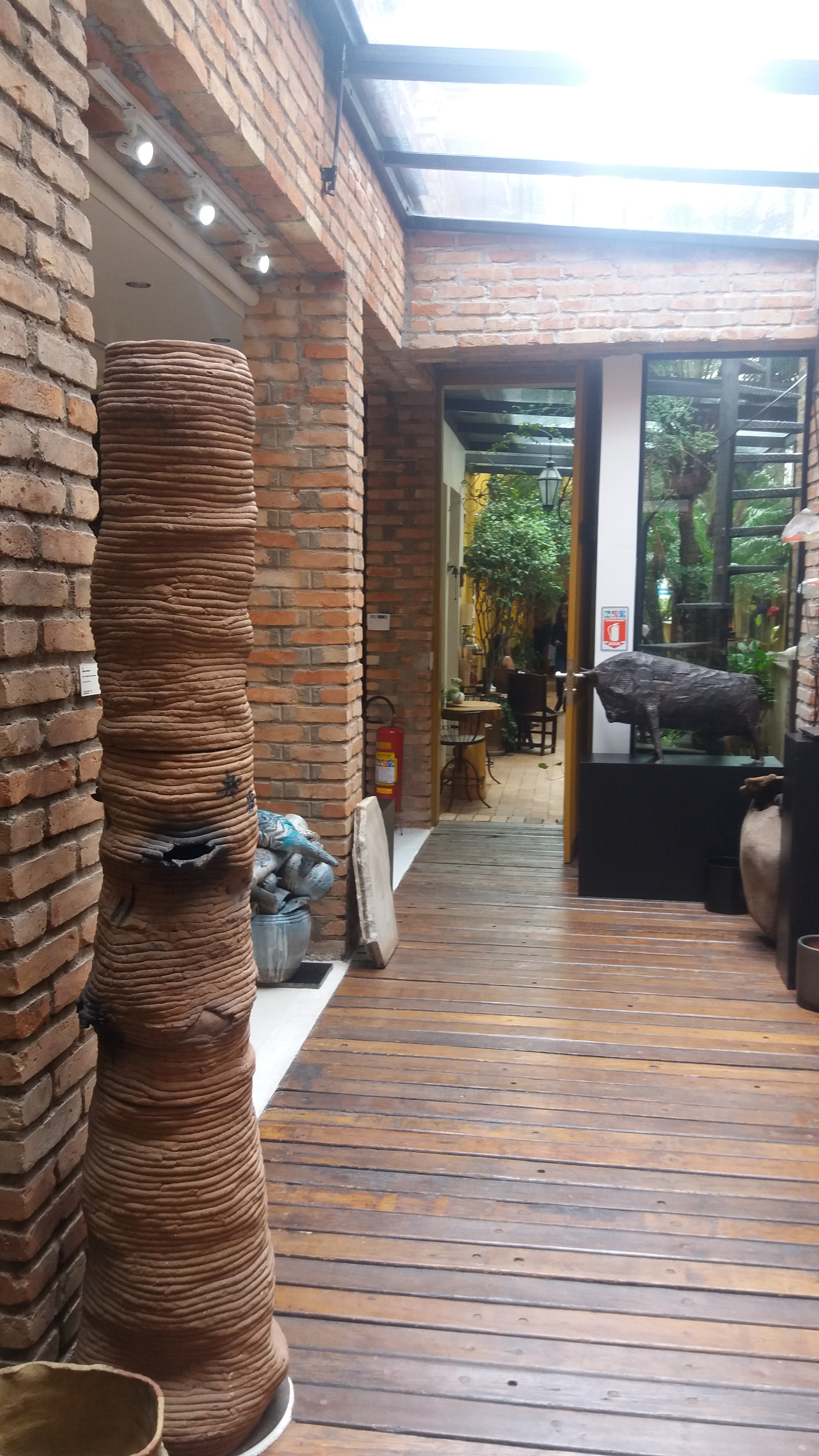
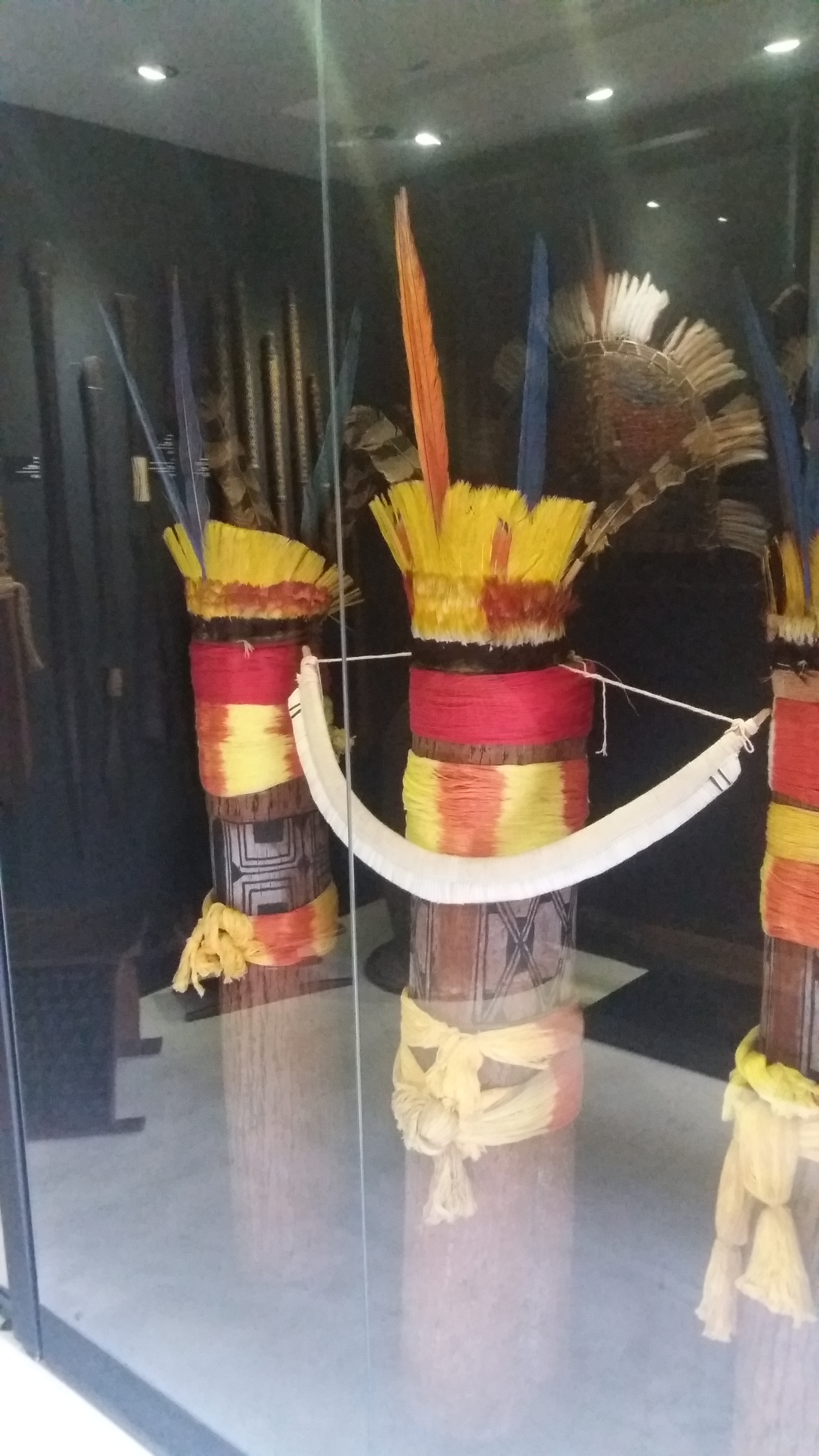
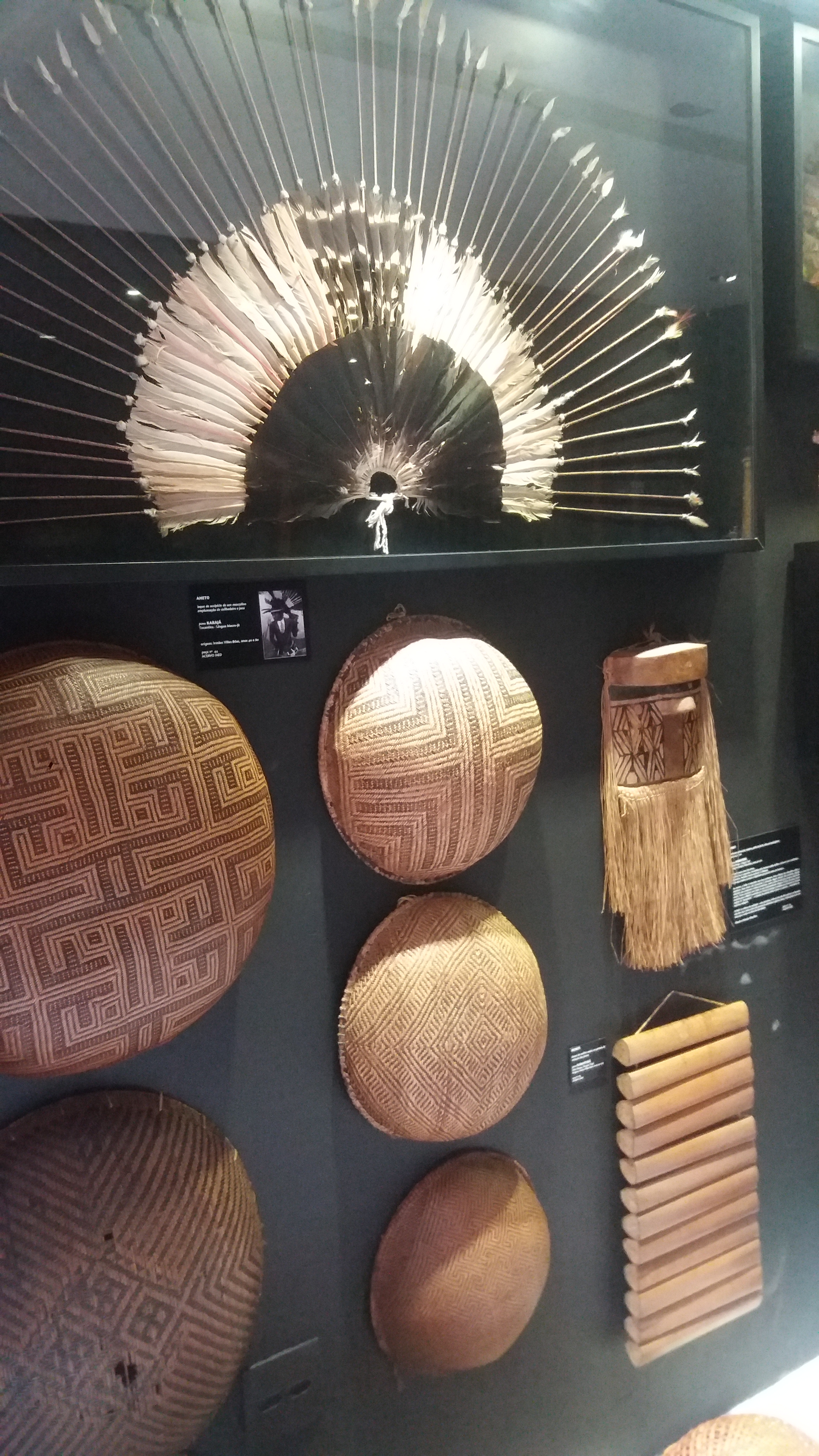
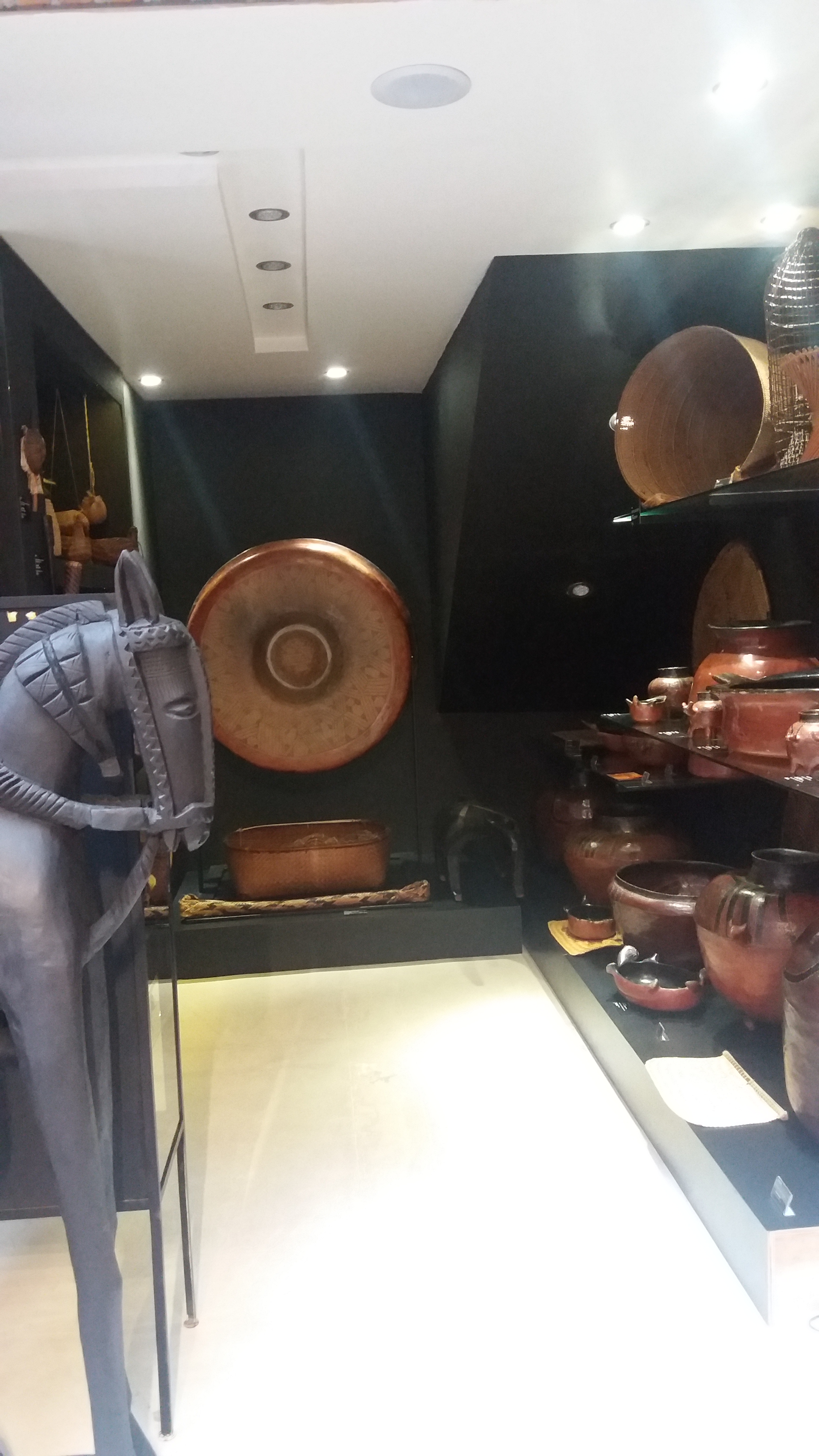

## Ligação externa
- Página oficial do museu